# Cratere Dado
Dado  è un cratere sulla superficie di Venere.